# Рождествено (Калининский район)
Рожде́ствено — село в Калининском районе Тверской области. Относится к Каблуковскому сельскому поселению. До 2006 года центр Рождественского сельского округа.
Расположено в 38 км к востоку от Твери, на автодороге Тверь — Рождествено — Ильинское.

## История
Впервые упоминается в XVI веке как вотчина Савватьевского монастыря.
По данным 1859 года: село Рождествено Корчевского уезда, на Ярославском транспортном тракте, 70 дворов, 671 житель, православная церковь. В середине XIX века село Рождествено — центр одноимённой волости Корчевского уезда, в 1887 году в селе 100 дворов, 610 жителей, приходская церковь, волостное правление, земская школа, фельдшерский пункт, 12 мелочных лавок, 4 трактира, чайная. В 1918—1922 годах Рождествено — центр одноимённой волости Корчевского уезда, в 1922—1924 годах — в Кимрском уезде, в 1925 году — одноимённого сельсовета Корчевской волости Кимрского уезда.
В 1931 году в Рождествено создан колхоз «Путь Ильича». С 1937 по 1959 год село Рождествено было центром Оршинского района в составе Калининской области.
В 1960 году создан совхоз «Оршинский», в Рождествене — 700 хозяйств, 2500 жителей.
В 1997 году в селе 266 хозяйств, 610 жителей. Администрация сельского округа, центральная усадьба совхоза «Оршинский», маслозавод, пекарня, комбинат бытового обслуживания, средняя школа, детсад, ясли, клуб, библиотека, магазин.

## Население
| 1859 | 1887 | 1897 | 1939 | 1997 | 2002 | 2008 |
| ---- | ---- | ---- | ---- | ---- | ---- | ---- |
| 661  | ↘610 | ↘564 | ↗607 | ↗610 | ↘500 | ↗872 |
| 2010 |      |      |      |      |      |      |
| ↘411 |      |      |      |      |      |      |

## Инфраструктура
- Рождественская средняя общеобразовательная школа
- Рождественская больница Калининской ЦРБ
- Дом культуры села Рождествено

## Достопримечательности
- Сохранилась церковь Рождества Христова (1803—1820)[10].
- Братская могила воинов, павших в Великой Отечественной войне.